# Сытин, Пётр Васильевич
Пётр Васильевич Сытин (1885, Одесса — 1968, Москва) — русский и советский историк, краевед, знаток Москвы. Доктор исторических наук, директор Московского коммунального музея (Музея истории и реконструкции Москвы), педагог.

## Биография
Родился 24 ноября (6 декабря) 1885 года в семье повара. Отец умер, когда мальчику было 4 года.
В 1902 году окончил учительский институт в Феодосии. В 1910—1914 годах учился в Московском коммерческом институте.
С 1913 года — заведующий Музеем городского хозяйства Москвы. С 1920 года возглавлял Комиссию по переименованию улиц Москвы. Занялся изучением истории московских улиц и площадей. В 1926 году организовал выставку, посвящённую истории Москвы, разместившуюся в Сухаревой башне, предлагал создать вокруг башни историко-архитектурную зону. В 1929—1939 годах работал в научно-исследовательском отделе Метростроя. Участвовал в работе комиссии «Старая Москва», а в 1930-х годах возглавлял комиссию «Новая Москва»; боролся за спасение Китайгородской стены, Красных ворот, Сухаревой башни. С 1939 года работал в Музее истории и реконструкции Москвы. В конце 1950-х годов создал архив фотографий застройки старой Москвы, подлежавшей сносу «под Калининский проспект»

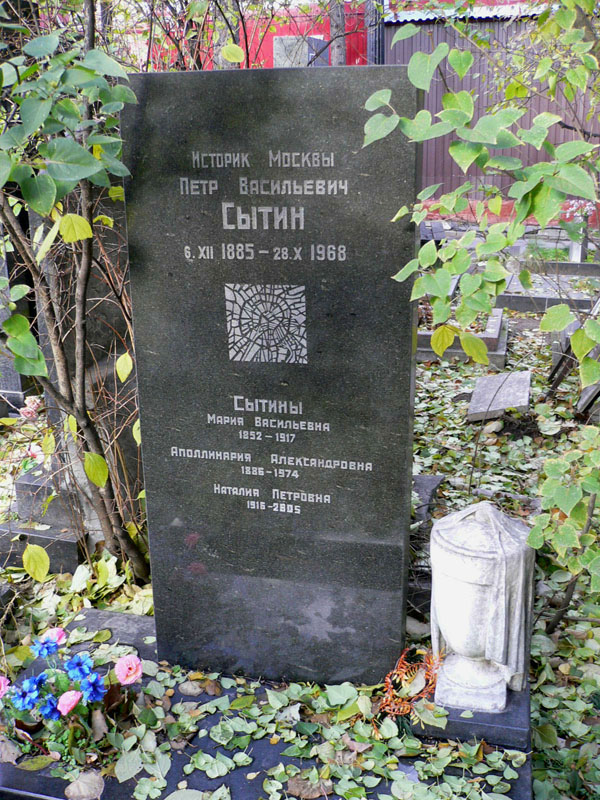
Могила на Донском кладбище

Читал курс москвоведения в Московском государственном педагогическом институте имени В. И. Ленина.
В 1947 году был награждён орденом Трудового Красного Знамени.
Умер 28 октября 1968 года. Похоронен в Москве на новом Донском кладбище (уч. 4, аллея 1).

## Труды
Более 20 книг и 300 статей, посвящённых истории московских улиц и площадей, происхождению их названий и прочим вопросам, в том числе:
- Происхождение названий улиц, переулков, площадей Москвы (с П. Н. Миллером). — М., 1938.
- История планировки и застройки Москвы, Т. 1—3. — М., 1950—1972.
- Сытин П. В. Прошлое Москвы в названиях улиц / Художник П. Зубченков. — М.: Московский рабочий, 1946. — 160 с. — 15 000 экз.
- Из истории московских улиц. (три авторских издания, с дополнениями — 1948, 1952, 1958; в 2000-е неоднократно переиздавалась).
- Сытин П. В. Откуда произошли названия улиц Москвы. — М.: Московский рабочий, 1959. — 367 с.
- Сытин П. В. Пожар Москвы в 1812 году и строительство города в течение 50 лет. — М.: Московский рабочий, 1972. — 400 с.

П. В. Сытин участвовал также в создании труда «История Москвы» (Т. 1—6).
Переиздания работ:
- Сытин П. В. Сухарева башня (1692—1926). Народные легенды о башне, её история, реставрация и современное состояние / Предисловие и примечания д-ра ист. наук Л. В. Ивановой. Российский международный фонд культуры. — М.: Отечество — Крайтур, 1993. — 40, [8] с. — (Утраченные памятники). — 20 000 экз. — ISBN 5-86057-001-5. (переиздание книги 1926 года).